# Acontia tetragona
Tarache tetragona là một loài bướm đêm trong họ Noctuidae.